# Sénat (Sénégal)
Pour les autres articles nationaux ou selon les autres juridictions, voir Sénat.
Le Sénat est l'ancienne chambre haute du Parlement du Sénégal. Formé en 1992, il est supprimé une première fois en 2001 avec la promulgation d'une nouvelle Constitution. Il est rétabli en 2007 et de nouveau supprimé en 2012.

## Histoire
Le Sénat est mis en place une première fois le 24 janvier 1999, sous le régime du président Abdou Diouf, dans le cadre de sa politique de décentralisation. Il comprend 60 sénateurs, dont 45 sont élus par des membres de l'Assemblée nationale et des représentants des collectivités locales. 12 sont désignés par le président de la République et les 3 autres sont élus par les Sénégalais résidant à l'étranger. Son premier président est Abdoulaye Diack, député-maire de Kaolack. La majorité des partis d'opposition n'approuvent pas cette création et lancent un mot d'ordre de boycott.
Sur les 10 775 suffrages exprimés, le Parti socialiste (PS) recueille 9 840, soit 91,32 %, et obtient 58 sièges. Le Parti africain de l'indépendance (PAI) réunit 609 voix, soit 5,65 %, ce qui lui vaut un siège. Enfin le Parti libéral sénégalais (PLS) doit se contenter de 326 voix, soit 3,03 %, et obtient également un siège.
Puis la chambre haute est supprimée, pour des raisons d'économies, à la suite d'un référendum constitutionnel organisé le 7 janvier 2001, sous la présidence d'Abdoulaye Wade. Ce dernier rétablit la chambre haute en mai 2007.
Fin août 2012, le nouveau président de la République, Macky Sall annonce son intention de supprimer le Sénat, tenu par l'ancien parti au pouvoir, le Parti démocratique sénégalais, pour allouer le budget de la chambre à lutter contre les inondations qui sévissent alors dans le pays. Rejeté par le Sénat le 14 septembre, le projet est approuvé par le Parlement réuni le 19 septembre avec effet immédiat.

## Présidence
Le président du Sénat est élu pour la durée de la législature.
À l'issue de l'élection du 3 octobre 2007 Pape Diop devient le président du Sénat nouvellement rétabli, en cédant le « perchoir » de l'Assemblée nationale à Macky Sall. Seul candidat en lice, il l'emporte par 99 voix sur 100. La secrétaire générale est Fatou Banel Sow Gueye.

## Composition
Le Sénat est composé de 100 membres élus pour un mandat de cinq ans, dont 35 élus au suffrage indirect dans les départements et 65 autres nommés par le président de la République.